# Антони, Франц Иосиф
Франц Иосиф Алоис Антони (нем. Franz Joseph Aloys Antony; 1 февраля 1790, Мюнстер, Вестфалия — 7 января 1837, там же) — немецкий музыкант, композитор, педагог, писатель

, католический священник.

## Биография

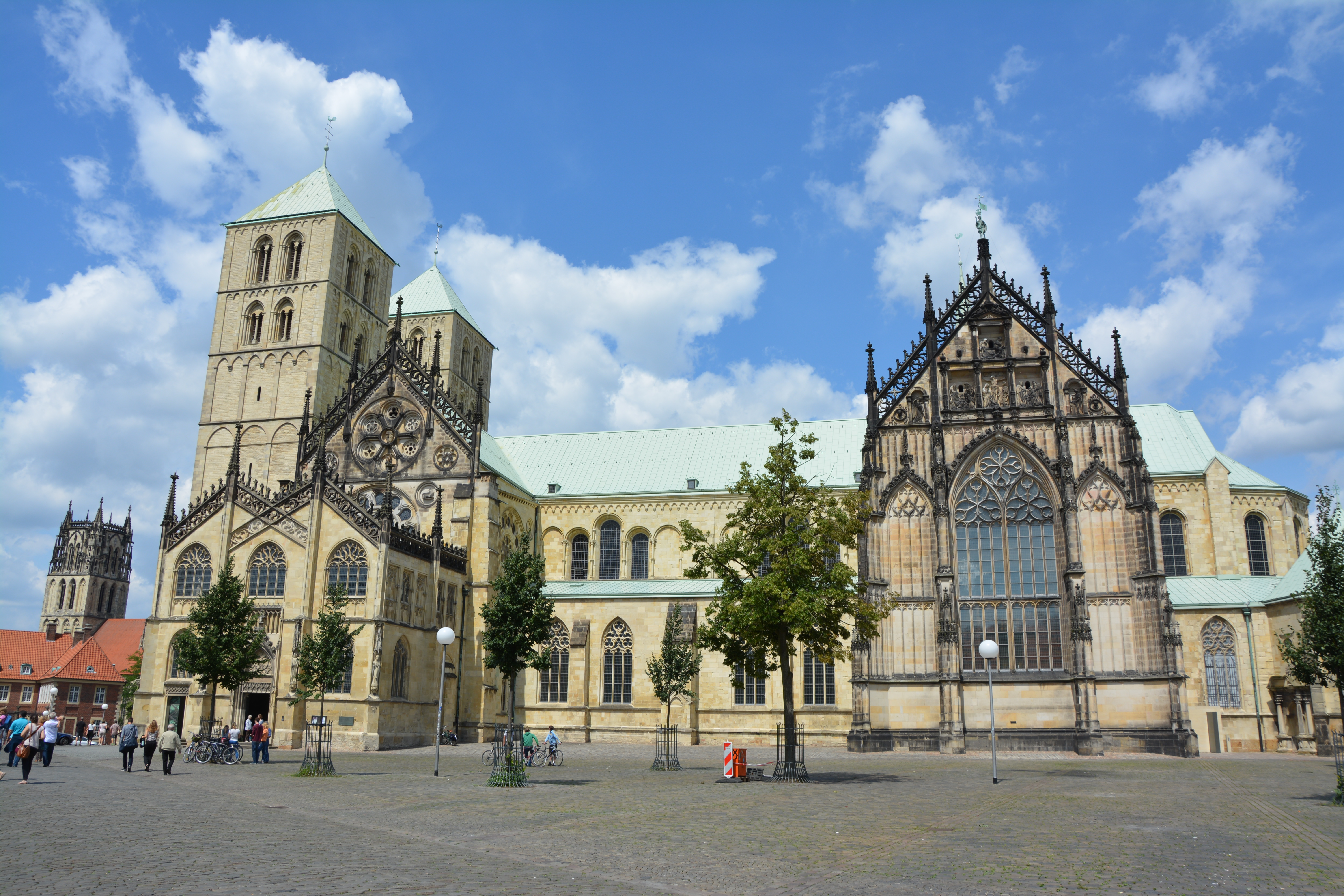
Мюнстерский собор Святого Павла

Сын соборного органиста в Мюнстере. С 1808 года обучался на философском факультете Вестфальского университета, в следующем году перешёл на богословский факультет. В 1813 году рукоположён в священники и в том же году стал викарием в приходской церкви св. Ламберти в Мюнстере.
С 1819 года был соборным регентом, в 1819 году стал хормейстером в соборе Святого Павла в Мюнстере, с 1832 года — преемником своего отца на должности соборного органиста.
Написал, кроме церковных композиций и сборника школьных песен (1822), «Archäologischliturgisches Gesangbuch des Gregorianischen Kirchengesangs» (1829), «Geschichtliche Darstellung der Entstehung und Vervollkommnung der Orgel» (1832) и несколько литургических книг для практического употребления. Автор четырёх хоровых месс.